# Мала Драгуша
Мала Драгуша је насеље у Србији у општини Блаце у Топличком округу. Према попису из 2022. било је 103 становника (према попису из 1991. било је 201 становника).

## Демографија
У насељу Мала Драгуша живи 133 пунолетна становника, а просечна старост становништва износи 46,8 година (43,9 код мушкараца и 49,9 код жена). У насељу има 54 домаћинства, а просечан број чланова по домаћинству је 2,91.
Ово насеље је великим делом насељено Србима (према попису из 2002. године), а у последња три пописа, примећен је пад у броју становника.
|  |

| Демографија | Демографија | Демографија |
| Година      | Становника  | Становника  |
| ----------- | ----------- | ----------- |
| 1948.       | 420         |             |
| 1953.       | 430         |             |
| 1961.       | 322         |             |
| 1971.       | 299         |             |
| 1981.       | 243         |             |
| 1991.       | 201         | 192         |
| 2002.       | 157         | 157         |

| Етнички састав према попису из 2002.‍ | Етнички састав према попису из 2002.‍ | Етнички састав према попису из 2002.‍ | Етнички састав према попису из 2002.‍ | Етнички састав према попису из 2002.‍ |
| ------------------------------------ | ------------------------------------ | ------------------------------------ | ------------------------------------ | ------------------------------------ |
|                                      |                                      |                                      |                                      |                                      |
| Срби                                 | Срби                                 |                                      | 154                                  | 98,08%                               |
| Југословени                          | Југословени                          |                                      | 1                                    | 0,63%                                |
| непознато                            | непознато                            |                                      | 2                                    | 1,27%                                |

| Година пописа     | 1948. | 1953. | 1961. | 1971. | 1981. | 1991. | 2002. |
| ----------------- | ----- | ----- | ----- | ----- | ----- | ----- | ----- |
| Број домаћинстава | 73    | 78    | 69    | 76    | 71    | 77    | 54    |

| Број чланова      | 1  | 2  | 3 | 4 | 5 | 6 | 7 | 8 | 9 | 10 и више | Просек |
| ----------------- | -- | -- | - | - | - | - | - | - | - | --------- | ------ |
| Број домаћинстава | 15 | 15 | 6 | 7 | 1 | 9 | 1 | 0 | 0 | 0         | 2,91   |

| Пол    | Укупно | Неожењен/Неудата | Ожењен/Удата | Удовац/Удовица | Разведен/Разведена | Непознато |
| ------ | ------ | ---------------- | ------------ | -------------- | ------------------ | --------- |
| Мушки  | 66     | 14               | 47           | 3              | 1                  | 1         |
| Женски | 68     | 6                | 45           | 17             | 0                  | 0         |
| УКУПНО | 134    | 20               | 92           | 20             | 1                  | 1         |

| Пол    | Укупно                    | Пољопривреда, лов и шумарство | Рибарство                            | Вађење руде и камена | Прерађивачка индустрија       |
| ------ | ------------------------- | ----------------------------- | ------------------------------------ | -------------------- | ----------------------------- |
| Мушки  | 21                        | 9                             | 0                                    | 0                    | 4                             |
| Женски | 17                        | 12                            | 0                                    | 0                    | 3                             |
| УКУПНО | 38                        | 21                            | 0                                    | 0                    | 7                             |
| Пол    | Производња и снабдевање   | Грађевинарство                | Трговина                             | Хотели и ресторани   | Саобраћај, складиштење и везе |
| Мушки  | 1                         | 2                             | 1                                    | 0                    | 1                             |
| Женски | 0                         | 0                             | 0                                    | 0                    | 0                             |
| УКУПНО | 1                         | 2                             | 1                                    | 0                    | 1                             |
| Пол    | Финансијско посредовање   | Некретнине                    | Државна управа и одбрана             | Образовање           | Здравствени и социјални рад   |
| Мушки  | 0                         | 0                             | 1                                    | 0                    | 1                             |
| Женски | 0                         | 0                             | 1                                    | 0                    | 1                             |
| УКУПНО | 0                         | 0                             | 2                                    | 0                    | 2                             |
| Пол    | Остале услужне активности | Приватна домаћинства          | Екстериторијалне организације и тела | Непознато            | Непознато                     |
| Мушки  | 0                         | 0                             | 0                                    | 1                    | 1                             |
| Женски | 0                         | 0                             | 0                                    | 0                    | 0                             |
| УКУПНО | 0                         | 0                             | 0                                    | 1                    | 1                             |